# Silina Pha Aphay
Silina Pha Aphay (Champasak, 29 marzo 1996) è una velocista e lunghista laotiana.

## Biografia
Nel 2017 partecipa ai Giochi del Sud-est asiatico di Kuala Lumpur, senza riuscire a superare le batterie di qualificazione dei 200 metri piani, stesso esito che avrà nel 2018 ai Giochi asiatici di Giacarta, sia nei 200 che nei 100 metri piani.
Ai campionati asiatici di atletica leggera di Doha 2019 si ferma nuovamente ai turni di qualificazione nei 100 metri piani, così come ai XXX Giochi del Sud-est asiatico, dove però fa registrare il nuovo record nazionale del Laos nei 100 e nei 200 metri piani, rispettivamente con 12"31 e 25"37.
Nel 2021 è portabandiera per il Laos ai Giochi olimpici di Tokyo, dove viene eliminata ai turni preliminari dei 100 metri piani. Nel 2022 torna in pista ai Giochi del Sud-est asiatico di Hanoi, senza riuscire ad accedere alle semifinali dei 100 e 200 metri piani.
Ai Giochi del Sud-est asiatico di Phnom Penh 2023 termina nuovamente la gara dei 100 metri piani con l'eliminazione in batteria di qualificazione, ma si classifica settima nella gara del salto in lungo. Lo stesso anno prende parte ai campionati mondiali di Budapest non arrivando alle semifinali, così come ai Giochi asiatici di Hangzhou.
Nel 2024 è nuovamente portabandiera per il Laos durante la cerimonia di apertura dei Giochi olimpici di Parigi.

## Record nazionali
- 100 metri piani: 12"31 ( New Clark City, 8 dicembre 2019)
- 200 metri piani: 25"37 ( New Clark City, 7 dicembre 2019)

## Progressione

### 100 metri piani
| Stagione | Tempo | Luogo          | Data       | Rank. Mond. |
| -------- | ----- | -------------- | ---------- | ----------- |
| 2024     | 12"79 | Singapore      | 18-4-2024  |             |
| 2023     | 12"58 | Hangzhou       | 29-9-2023  |             |
| 2022     | 12"62 | Hanoi          | 18-5-2022  |             |
| 2021     | 12"41 | Tokyo          | 30-7-2021  |             |
| 2019     | 12"31 | New Clark City | 8-12-2019  |             |
| 2018     | 12"50 | Naypyidaw      | 16-12-2018 |             |

### 200 metri piani
| Stagione | Tempo | Luogo          | Data      | Rank. Mond. |
| -------- | ----- | -------------- | --------- | ----------- |
| 2022     | 25"66 | Hanoi          | 14-5-2022 |             |
| 2019     | 25"37 | New Clark City | 7-12-2019 |             |
| 2018     | 26"06 | Giacarta       | 28-8-2018 |             |
| 2017     | 25"51 | Kuala Lumpur   | 23-8-2017 |             |

### Salto in lungo
| Stagione | Misura | Luogo      | Data      | Rank. Mond. |
| -------- | ------ | ---------- | --------- | ----------- |
| 2023     | 5,17 m | Phnom Penh | 10-5-2023 |             |

## Palmarès
| Anno | Manifestazione              | Sede           | Evento         | Risultato   | Prestazione | Note                                     |
| ---- | --------------------------- | -------------- | -------------- | ----------- | ----------- | ---------------------------------------- |
| 2017 | Giochi del Sud-est asiatico | Kuala Lumpur   | 200 m piani    | Batteria    | 25"51       |                                          |
| 2018 | Giochi asiatici             | Giacarta       | 100 m piani    | Batteria    | 12"95       |                                          |
| 2018 | Giochi asiatici             | Giacarta       | 200 m piani    | Batteria    | 26"06       |                                          |
| 2019 | Campionati asiatici         | Doha           | 100 m piani    | Batteria    | 12"52       |                                          |
| 2019 | Giochi del Sud-est asiatico | New Clark City | 100 m piani    | Batteria    | 12"31       | Record nazionale                         |
| 2019 | Giochi del Sud-est asiatico | New Clark City | 200 m piani    | Batteria    | 25"37       | Record nazionale                         |
| 2021 | Giochi olimpici             | Tokyo          | 100 m piani    | Preliminare | 12"41       |                                          |
| 2022 | Giochi del Sud-est asiatico | Hanoi          | 100 m piani    | Batteria    | 12"62       |                                          |
| 2022 | Giochi del Sud-est asiatico | Hanoi          | 200 m piani    | Batteria    | 25"66       |                                          |
| 2023 | Giochi del Sud-est asiatico | Phnom Penh     | 100 m piani    | Batteria    | 12"34       |                                          |
| 2023 | Giochi del Sud-est asiatico | Phnom Penh     | Salto in lungo | 7ª          | 5,17 m      |                                          |
| 2023 | Mondiali                    | Budapest       | 100 m piani    | Batteria    | 12"67       |                                          |
| 2023 | Giochi asiatici             | Hangzhou       | 100 m piani    | Batteria    | 12"58       |                                          |
| 2024 | Giochi olimpici             | Parigi         | 100 m piani    | Preliminare | 12"45       | Miglior prestazione personale stagionale |